# Hungersnot in Vietnam 1945
Bei der Hungersnot in Vietnam 1945 (Vietnamesisch: Nạn đói Ất Dậu, auf Deutsch „Hungersnot des Ất Dậu-Jahres“) kamen von Oktober 1944 bis Mai 1945 schätzungsweise 1,3 Millionen Vietnamesen im Norden Vietnams (Tonkin) ums Leben.
Die Hungersnot entstand durch Ausbeutung der französischen Kolonie im Rahmen der japanischen Kriegswirtschaft, die 1944/45 durch Einwirkung der Alliierten zusammenbrach. Die Hungersnot selbst führte zu einem Popularitätsgewinn der das ländliche Machtvakuum füllenden Viet Minh, die schließlich im Indochinakrieg Jahre später das Ende der französischen Kolonialherrschaft herbeiführten.

## Vorgeschichte
Vietnam wurde von Alters her durch periodische Tropenstürme, Dürren, Überflutungen oder auch Parasitenbefall in Nahrungsmittelknappheiten und Hungersnöte gestürzt. Chronisten aus der Zeit der Nguyễn-Dynastie (1802–1945) beobachteten Hungersnöte aufgrund von Überschwemmungen in einem dreijährigen Rhythmus. Die vietnamesischen Feudalstaaten versuchten, diesen Katastrophen durch eine zentrale Nahrungsmittelbevorratung entgegenzuwirken. Ebenso wurde der Nutzen der Diversifizierung der Anbauflächen unter der Bauernschaft propagiert. Der französische Kolonialstaat in Indochina sah in der Verbesserung der Verkehrswege und Transportmittel eine Möglichkeit, Nahrungsmittelknappheiten zu überwinden, und nutzte diese in Zeiten von Hungersnöten, um die Not in unterversorgten Gebieten zu lindern. Ebenso wurden staatliche Anreize geschaffen, um Menschen zur Migration aus den überbevölkerten Gebieten Tonkins in neue Anbaugebiete in Cochinchina zu bewegen. Ebenso wie ihre Vorgänger versuchten auch die französischen Kolonialbehörden, Alternativen zum Monokulturanbau von Reis zu fördern. Seit 1886 war die Bevölkerung Tonkins von 6,2 Millionen auf 10 Millionen 1943 angewachsen. Die Gesamtbevölkerung Vietnams wuchs von 1921 bis 1943 von 14,7 auf 22,6 Millionen.
Die japanische Besatzung Vietnams während des Zweiten Weltkrieges, welche sich bis 1945 der lokalen Vichy-Verwaltung als Mittel bediente, forcierte 1941–44 Reislieferungen an das japanische Festland und ordnete die Wirtschaft der Kolonie nach den Bedürfnissen der japanischen Kriegswirtschaft. Das Kaiserreich Japan wurde zum alleinigen Abnehmer aller Reis- und Getreideüberschüsse der Kolonie und importierte in den Jahren 1941 bis 1943 jeweils rund 1 Million Tonnen Reis und Mais aus Indochina. Die Wirtschaftspolitik der Kolonialbehörden hatte neben der Erfüllung der japanischen Forderungen eine größtmögliche Autarkie der Kolonie zum Ziel. Der Kolonialstaat errichtete infolgedessen ein Requirierungsregime, welches jeden Bauern verpflichtete, eine nach Fläche festgelegte Reismenge an den Staat zu einem Fixpreis zu verkaufen, der weit unter dem Marktpreis lag. Im Fall einer Missernte entfielen die Abgaben nicht, der Bauer musste Reis zukaufen, um ihn dann an den Kolonialstaat abzugeben. Dies führte zum Entstehen eines lebhaften Schwarzmarktes und Unzufriedenheit unter der Landbevölkerung.
Im Verlauf der Besatzung wurde vor allem im Norden der zwangsweise Anbau von Rohstoffpflanzen statt Nahrungsmitteln durchgesetzt, um die jetzt nicht mehr möglichen Importe vor allem aus Britisch-Indien zu kompensieren und die Bedürfnisse der japanischen Kriegswirtschaft zu erfüllen. So wurde die Anbaufläche für Pflanzenöle und Textilien von 24.500 ha auf 120.000 ha erweitert. Dadurch sank insbesondere im prekär versorgten Norden die Anbaufläche für Nahrungsmittel. Die kriegsbedingte Autarkiewirtschaft führte über eine massive Inflation zu einem Anstieg der Lebenshaltungskosten, insbesondere für die einheimischen lohnabhängig Beschäftigten. So verdoppelten sich die Lebenshaltungskosten in Hanoi für einheimische Arbeiter allein von 1943 bis 1944. Aufgrund der Priorität von Militärtransporten und der Störung des Schiffsverkehrs und der Infrastruktur durch Einwirkung der Alliierten war es nicht möglich, den Reistransport von Süd- nach Nordvietnam in ausreichendem Umfang aufrechtzuerhalten. Es liegen französische und britische Berichte vor, wonach 40.000 bis 60.000 Tonnen in andere Länder der japanischen Einflusssphäre exportiert wurden. Der vietnamesische Historiker Bui Minh Dung verweist auf die Bedürfnisse der Besatzungstruppen und nimmt eine großangelegte Bevorratung durch französische und japanische Truppen als Vorbereitung auf mögliche Kampfhandlungen an, welche sich nicht in den Außenhandelsstatistiken wiederfinde. US-amerikanische U-Boot- und Luftangriffe führten zu einer dramatischen Verminderung der Nahrungslieferungen nach Japan. Zu Jahresbeginn 1945 hörten diese mangels Transportkapazitäten vollkommen auf.
Im Frühjahr 1945 weitete sich die Knappheit nach einer Dürre im Norden und der Überschwemmung von 230.000 Hektar Land im Süden dramatisch aus. Nach kurzer Besserung im Frühsommer wurde durch weitere Überschwemmungen von August bis Oktober die zweite Reisernte ebenfalls stark geschädigt.

## Verlauf
Im Frühjahr 1944 kam es in Tonkin durch Dürre und Insektenbefall zu einem ersten Ausfall der Ernte des fünften Monats von rund 10 Prozent. Die Ernte des zehnten Monats, geplant für den Oktober desselben Jahres, wurde durch Tropenstürme beeinträchtigt. In den Provinzen Nghe Anh und Ha Tinh gab es Ende 1944 die ersten Hungertoten. Im Februar 1945 dehnte sich die Hungersnot auch auf die Küstenprovinzen Tonkins aus. Die Nahrungsmittelknappheit erreichte im März 1945, zeitlich zusammenfallend mit dem japanischen Staatsstreich in Indochina, ihren Höhepunkt. Im Frühjahr 1945 waren weite Teile Tonkins sowie das nördliche Annam von der Hungersnot betroffen. Zahlreiche Bauern verließen ihre Dörfer auf der Suche nach Nahrung und es kam zu einer Migration in die Städte. Viele Menschen versuchten, durch den Verzehr von Wildtieren, Baumrinde und Blattwerk zu überleben. Ebenso wurde von vereinzelten Fällen von Kannibalismus berichtet. In der städtischen Öffentlichkeit und auf dem Lande wurde der Anblick von toten Menschen auf den Straßen für Monate zur Alltäglichkeit.
Ein vietnamesischer Arzt beschrieb die Ereignisse in der Hauptstadt von Tonkin nach der japanischen Machtübernahme wie folgt: „Aber bevor sie in Hanoi ankamen, waren sie tagelang ohne Nahrung auf dem Weg, sich gegenseitig tragend. Die Erwachsenen trugen die Kinder in Körben. Zu dieser Zeit kamen nach unseren Schätzungen rund 40.000 hungernde Bauern nach Hanoi, um um Nahrung zu betteln und auf Verteilungen, auf Almosen zu warten. Almosen nannten wir sie damals. Sie lagen auf den Straßen, außer denen, wo die französischen Residenzen waren. Sie lagen auf dem Gehsteig und es war damals ausgerechnet dieses Jahr sehr kalt. (…) Am frühen Morgen, wenn wir die Tür öffneten, sahen wir fünf bis sieben Leichen von Menschen, die in der Nacht zuvor gestorben waren.“
Die von Japan abhängige vietnamesische Regierung unter Staatschef Bảo Đại und Regierungschef Tran Trong Kim versuchte, Maßnahmen gegen den Hunger zu ergreifen, scheiterte aber an der eigenen Machtlosigkeit und den Umständen im Weltkrieg. So versuchte die Regierung erfolglos, von den Japanern ein Ende der Reisrequirierung zu erreichen. Ebenso versuchte sie ohne greifbaren Erfolg, den Transport von Nahrungsmitteln nach Norden zu ermöglichen. Die Regierung stellte Lager für Hungerflüchtlinge zur Verfügung. Daneben bildeten sich in Tonkin und anderen Landesteilen private Hilfsorganisationen.

## Opfer
Die Opferzahlen sind umstritten. Ho Chi Minh nannte bei seiner Rede zur Unabhängigkeitserklärung eine Zahl von zwei Millionen Toten. Eine französische Schätzung geht von 600.000 bis 700.000 Todesopfern aus. Neuere Schätzungen unter Einbeziehung vietnamesischer Quellen gehen von etwa einer Million in Tonkin und 300.000 Toten in Annam aus, wobei viele Opfer nicht verhungerten, sondern geschwächt für Krankheiten anfällig geworden waren.
Der japanische Vietnamexperte Furuta Motoo konnte durch Familienaufzeichnungen und Befragungen für zwei exemplarische Dörfer in der Provinz Thai Binh eine Todesrate der Gesamtbevölkerung von rund einem Viertel und eine Todesrate für die Schicht der landlosen Bauern von etwas mehr als der Hälfte ermitteln. Der US-Historiker David G. Marr geht davon aus, dass in den betroffenen Regionen in Tonkin und Annam rund 10 % der Bevölkerung binnen fünf Monaten dem Hunger zum Opfer fiel.

## Politische Folgen
Die Bevölkerung, welche die Hungersnot erlebte, sah die Verantwortlichkeit vor allem im Handeln der französischen Kolonialbehörden und zu einem geringeren Anteil bei der japanischen Besatzungsmacht. Die alliierte Bombenkampagne wurde mit der Hungersnot in der öffentlichen Meinung nicht in Verbindung gebracht.
Die Hungersnot führte zu einer Verschärfung der Spannungen zwischen der Viet Minh und der französischen Kolonialmacht, die nach dem Krieg erneut Anspruch auf das Land erhob. Aus politischen Gründen, beginnend mit den Kriegsverbrecherprozessen in Indochina, wiesen die Siegermächte die alleinige Schuld den japanischen Truppen im Lande zu. Diese Propaganda der Alliierten diente auch dazu, vom eigenen Versagen angesichts des Hungers in Bengalen (1943–1944: 3–5 Millionen Tote) und im südlichen Arabien (1944–1950) abzulenken.
In den Augen der vietnamesischen Landbevölkerung gewann der Viet Minh durch Angriffe auf Getreidelager der Besatzer und anschließende Verteilung deutlich an Prestige.